# برود-پارتسله
برود-پارتسله (به لهستانی:  Brody-Parcele) یک روستا در لهستان است که در گمینا پومیخووک واقع شده‌است. برود-پارتسله ۱٬۶۰۰ نفر جمعیت دارد.